# Lipov Pesak
Lipov Pesak – wieś w Chorwacji, w żupanii karlowackiej, w gminie Generalski Stol. W 2011 roku liczyła 36 mieszkańców.